# Vultures (песня)
«Vultures» — дебютный сингл американского хип-хоп супердуэта ¥$, состоящего из рэпера Канье Уэста и певца Ty Dolla Sign, при участии американских рэперов Bump J и Lil Durk. Это ведущий сингл и заглавная дорожка из предстоящего совместного альбома дуэта Vultures. После презентации на радио WPWX Power 92 Chicago за шесть дней до выхода сингла, он был выпущен 22 ноября 2023 года. Песня была написана Уэстом, Ty Dolla Sign, Cyhi the Prynce и Fya Man. Продюсерами песни выступили Уэст и Ty Dolla Sign, а также Ambezza, Густав Рудман Рамбали, Ojivolta, Wheezy, Marlonwiththeglasses, ранее известный как Chordz, и Juice.

## История и выпуск
23 октября 2023 года Ty Dolla Sign анонсировал свой совместный альбом с Уэстом, предположительно получивший название ¥$, а также анонсировал вечеринки для его прослушивания. Однако в конечном итоге эти мероприятия не состоялись. Позже DJ Pharris объявил о презентации песни «Vultures» на своем радиошоу Power 92 Chicago. В представленной версии песни Уэст исполнил песню вместе с Ty Dolla Sign, Bump J и Lil Durk. Песня была выпущена на стриминговых платформах 22 ноября 2023 года, без куплета Lil Durk. После того как фанаты отреагировали на его исключение, версия песни с участием Lil Durk была выпущена 23 ноября 2023 года.

## Композиция
По словам American Songwriter, песня основана на «относительно мягком, непринужденном трэп бите».

## Противоречия
В песне «Vultures» есть слова о предыдущих антисемитских высказываниях Уэста: 
Как я могу быть антисемитом? Я только что трахнул еврейскую суку.
После выхода песни текст подвергся резкой критике со стороны СМИ, которые сочли строчку антисемитской. Несколько дней спустя появилось видео, на котором Уэст и Крис Браун вместе на вечеринке в Дубае танцуют и смеются под эту песню, что также вызвало негативную реакцию.

## Список композиций
| №                   | Название                                                  | Длительность |
| ------------------- | --------------------------------------------------------- | ------------ |
| 1.                  | «Vultures - Havoc Version» (при участии Bump J, Lil Durk) | 4:24         |
| 2.                  | «Vultures» (при участии Bump J, Lil Durk)                 | 4:36         |
| 3.                  | «Vultures» (при участии Bump J)                           | 3:57         |
| Общая длительность: | Общая длительность:                                       | 12:57        |

## Чарты
| Чарт (2023)                                    | Высшая позиция |
| ---------------------------------------------- | -------------- |
| Канада (Billboard Canadian Hot 100)            | 83             |
| Новая Зеландия (RMNZ)                          | 9              |
| Великобритания (UK Indie Chart)                | 36             |
| США (Billboard Bubbling Under Hot 100 Singles) | 8              |
| США (Billboard Hot R&B/Hip-Hop Songs)          | 38             |